# Oskar Lange
Oskar Ryszard Lange, född 27 juli 1904 i Tomaszów Mazowiecki, död 2 oktober 1965 i London, Storbritannien, var en polsk ekonom och diplomat.

## Biografi
Lange var marxist sedan studieåren men såg ingen konflikt mellan marxistiska principer och neoklassisk nationalekonomisk teori utan lämnade viktiga bidrag till den matematiska eller ekonomiska analysen av marknadsekonomin. Han förespråkade användande av marknadsmekanismer i socialistisk planering och kan således räknas till en av de tidigaste marknadssocialistiska ekonomiska teoretikerna. Han var också den huvudsaklige motparten till Ludwig von Mises i "kalkyleringsdebatten" på 1920- och 30-talet.
Hans skrift On the Economic Theory of Socialism ('Socialismens ekonomiska teori', 1936) skisserade ett marknadssocialistiskt system med statsägda men självständigt agerande företag. Den är urkunden för de decentraliseringsexperiment som under 1960-talet ägde rum i de östeuropeiska ekonomierna.
Lange flyttade 1936 till USA och var professor vid University of Chicago från 1938. Han verkade som mellanhand när F.D. Roosevelt och Josef Stalin diskuterade efterkrigssituationen för Polen. Han återtog 1945 sitt polska medborgarskap och var delegat till FN 1946 och polsk ambassadör i USA 1946–47 innan han återvände till Polen och verkade som rådgivare till den polska kommunistregeringen. Langes ekonomiska teorier fick sedermera större inflytande i samband med att Władysław Gomułka tillträdde som förste sekreterare för Polska förenade arbetarpartiet 1956. 1955 blev han professor vid Universitetet i Warszawa, och senare ordförande i det statliga ekonomiska rådet. Därtill var Lange vice ordförande i Polens statliga råd 1961–65. Bland annat med sitt stora verk Politisk samhällsekonomi (1959) gav han polsk ekonomisk forskning en speciell profil som förenade västerländska metoder med marxistiska premisser.